# ماتسودایرا ناریتاکا
ماتسودایرا ناریتاکا ((به ژاپنی: 松平 斉孝 Matsudaira Naritaka); ۹ فوریهٔ ۱۷۸۸ – ۲۶ فوریهٔ ۱۸۳۸) دایمیو  سیاستمدار اهل ژاپن در دوره ادو بود.